# 格雷纪念柱
格雷纪念柱（英語：Grey's Monument）是一座I级登录建筑，建于1838年，纪念第二代格雷伯爵查尔斯·格雷，矗立在英格兰泰恩河畔纽卡斯尔的中心，格兰杰城的格雷街的一端。在130英尺（40）高的圆柱顶端，是格雷伯爵的雕像。纪念柱由当地建筑师约翰和本杰明·格林设计，雕像作者是雕塑家爱德华·霍奇斯·贝利（特拉法加广场 纳尔逊雕像的创作者）。
二战期间，雕像的头部被一道闪电损坏。1947年，由雕塑家罗杰·赫德利（画家拉尔夫·赫德利之子）在原有基础上创作一个新的头。
泰恩-威爾地鐵的纪念柱地铁站就在格雷纪念柱的地下，前方为纪念柱购物中心。周边地区简称为纪念柱。
一个螺旋形楼梯通向纪念柱顶部的观景台，偶尔向公众开放。老照片显示此处原是一个交通岛，周围设有护栏。现在栏杆已不再存在，纪念柱周围区域现在是步行区，有许多商店，包括一些高档设计师的精品店。
纪念柱的底部是人们观赏的好去处，经常充当街头艺人表演、宗教演讲和政治活动家/抗议者的场地。